# Severo Moto Nsá
Severo Matías Moto Nsá (Niefang, 6 de noviembre de 1943), más conocido como Severo Moto es un político guineano, líder histórico del Partido del Progreso de Guinea Ecuatorial PPGE desde su fundación el 25 de febrero de 1983.
Es considerado internacionalmente como uno de los políticos más importantes de la oposición guineana y permanece en el exilio en España.

## Biografía
Nacido en Acoc-Esaguong, en el Distrito de Sevilla de Niéfang (actualmente llamado simplemente Niefang), hijo de Paulino José Moto y Eusebia Nsa. Realizó sus estudios de periodismo en España, regresando a Guinea Ecuatorial en 1971.  Trabajaba con la radio (Radio Ecuatorial Bata y Radio Malabo) y fue director del periódico Ébano a principios de los 70, llegando después a ser secretario de información (1971-1976, 1979-1982). En 1976 cayó en desgracia y fue encarcelado en la Prisión Playa Negra, siendo liberado poco antes del golpe de Estado de Obiang y pasando a formar parte de su gobierno.
Moto presentó su dimisión irrevocable al dictador al colisionar frontalmente con su política  y con ayuda de personalidades españolas se estableció exilado en España, donde al año siguiente fundó el opositor Partido del Progreso de Guinea Ecuatorial (PPGE).  Tras la llegada del sistema electoral nominal a principios de los 90, regresó a su país y su partido fue legalizado. Ha estado encarcelado en la notoria prisión Playa Negra de Malabo por su oposición a Teodoro Obiang, según él para impedirle acceder al poder cuando los resultados de las elecciones le eran favorables. Moto se presentó a las elecciones presidenciales de Guinea Ecuatorial de 1996 y se retiró de las mismas acusando fraude, reuniendo aun así un 0,5 % de los votos. En 1997, Moto fue acusado de organizar un golpe de Estado contra Obiang y se vio obligado a escapar del país, mientras su partido era ilegalizado por decreto presidencial.
Se exilió en España, donde estableció junto a otros partidos opositores un  gobierno en el exilio, en el marco del cual Moto propuso una nueva Constitución de carácter democrático.
Se dice que tiene una amistad con el expresidente español José María Aznar. Debido a esto, y a su posición como el primer candidato a presidente tras Obiang, fue acusado por el gobierno ecuatoguineano de estar detrás del intento golpista llevado a cabo por Simon Mann y Nick du Toit en marzo de 2004, y juzgado in absentia. Desapareció brevemente en 2005 pero reapareció ileso; según su testimonio, un par de sicarios le habían secuestrado mientras se encontraba a bordo de un yate en Croacia, pero le soltaron al comprobar que era católico.
Los delegados del partido de España y Guinea Ecuatorial, reunidos en Asamblea Extraordinaria el 14 de enero de 2012 en Madrid, a instancias de tres militantes del partido descontentos, confirmaron en el puesto a Severo Moto como secretario del partido, en reacción a lo cual el 17 de enero una autoproclamada Comisión Ejecutiva Provisional del Partido del Progreso dirigida por los disidentes anunció la suspensión cautelar de militancia de Severo Moto, al que acusaron de haber convertido dicha formación "en un instrumento de su megalomanía". Como consecuencia, el 20 del mismo mes se convocó el Comité de Conflictos del partido para expulsar a los tres disidentes.
En mayo de 2019, tras un polémico juicio, Moto fue condenado in absentia a 59 años de prisión por su supuesta participación en el intento de golpe de Estado de 2017.
En agosto de 2020 se retira de las funciones directivas y ejecutivas del Partido del Progreso por deseo personal, delegando en Armengol Engonga Ondo la Presidencia del mismo, tal y como recogen los estatutos de la formación.
Está casado con Margarita Equi desde 1969.

## Relaciones con España
El 30 de diciembre del 2005 el Gobierno español le quitó su estatus de asilado político, por lo que se vería obligado a dejar España. Moto afirmó que, antes de su expulsión a un tercer país, volvería a su patria para exigir comicios libres.[cita requerida] A pesar de todo, en la actualidad Severo Moto continuó viviendo en España, siendo reclamado al Gobierno español por el presidente de Guinea Ecuatorial, Teodoro Obiang, para juzgarlo. Opositores al gobierno de Obiang afirman que Moto sería una simple moneda de cambio para mejorar las relaciones entre ambos países. Además, el opositor estaría amenazado de muerte por el gobierno ecuatoguineano.[cita requerida]
Actualmente, la orden de expulsión contra su persona se encuentra en suspenso de forma indefinida. En marzo de 2008 el Tribunal Supremo anuló el acuerdo del Consejo de Ministros de 2006 por el que le fue revocada la condición de asilado.
En abril de 2008, Severo Moto fue detenido acusado de transportar armas en el maletero de un coche que iba a embarcar con destino a Guinea Ecuatorial, y cuyo contenido presuntamente pensaba pasar de contrabando. El juez decretó contra él prisión incondicional. Severo Moto salió de la prisión de Navalcarnero el 18 de agosto de 2008, después de que se hiciera efectiva la fianza de 10 000 euros que le impuso el juez de la Audiencia Nacional Santiago Pedraz. Finalmente, en enero de 2013, Severo Moto aceptó seis meses de prisión por los hechos, en negociación con la Fiscalía, evitando ingresar en prisión.